# Königsheim
Königsheim là một thị xã thuộc huyện Tuttlingen trong bang Baden-Württemberg thuộc nước Đức.